# PMS Torino 2013-2014
Questa voce raccoglie le informazioni riguardanti la PMS Torino nelle competizioni ufficiali della stagione 2013-14.

## Stagione
La PMS Torino nel 2013-14 gioca il suo primo campionato in DNA Gold. Per la prima volta, dal 1994 con la retrocessione dell'Auxilium Torino, una squadra di Torino torna a giocare nella seconda categoria del basket nazionale.

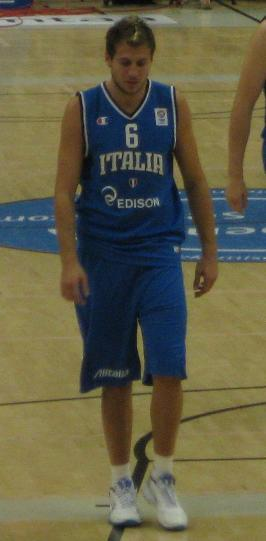
Mancinelli, il capitano azzurro simbolo delle ambizioni di Torino

Il mercato estivo si dimostra molto ambizioso con l'inserimento del Roster di giocatori esperti in tutti i reparti. 
Nel ruolo di playmaker viene ingaggiato Ronald Steele, primo americano a vestire la maglietta della PMS Torino, con lui viene confermato il giovane talento Lorenzo Baldasso; tuttavia un infortunio capitato all'americano il secondo giorno di allenamenti convince la dirigenza di Torino a confermare anche l'altro giovane Kenneth Viglianisi e, una settimana prima dell'inizio del campionato, ad ingaggiare il serbo, con passaporto italiano, Stevan Stojkov.
Il settore delle guardie vede affiancarsi a Lorenzo Gergati il talentuoso Massimo Chessa fino all'anno precedente in orbita al club nazionale. Nella fase di preparazione e nell'inizio di campionato saranno loro ad alternarsi nel ruolo di play in attesa del rientro di Steele. A stagione iniziata viene ingaggiato Timmy Bowers mentre Viglianisi, Stojkov e Chessa vengono ceduti.
A svolgere il ruolo di ala vengono confermati Daniele Sandri e Marco Evangelisti, che eredita i gradi di capitano da Daniele Parente.
Il reparto dei lunghi si compone del confermato centro polacco Jakub Wojciechowski e dei nuovi Valerio Amoroso, con un passato in azzurro, e Simone Zanotti. A loro viene aggiunto Stefano Mancinelli capitano fuori dal campo della Nazionale italiana di Basket agli europei 2013 a causa di un problema fisico.
Il raduno è fissato per il 19 agosto e la prima amichevole il 31 agosto a Tortona contro Orzinuvi (DNB) con la vittoria 93-78.
A questa iniziale vittoria segue una lunga fila di sconfitte condizionate anche dall'assenza per infortunio di diversi giocatori (Steele, Wojciechowski, Mancinelli e, per un periodo minore anche Gerganti) che costringono coach Pillastrini a ricorrere a diversi elementi della giovanile, ma anche al contributo di Francesco Amoroso, fratello di Valerio e di Gabriele Ganeto.
Il 6 settembre sconfitta a Treviglio contro Basket Treviglio (DNA Silver) per 58-66, il 7 settembre a Alzano Lombardo contro la Armani Jeans Milano (Serie A) per 65-80.
Il 12 settembre sconfitta con la Sutor Montegranaro (Serie A) per 65-78 a Cervia.
Quarto posto al Memorial Leonelli-Maretti di Cervia del 13 e 14 settembre per le sconfitte con Mantova (75-79) e con Ravenna entrambe di DNA Silver.
Il 18 settembre a Bra sconfitta con la Junior Casale (DNA Gold) per 69-75. Sconfitte anche il 20 e il 21 settembre a Pistoia contro Pistoia Basket (Serie A) per 78-94 e contro Veroli Basket (DNA Gold) per 50-55
Con il ritorno a Torino la squadra rivede la vittoria con l'affermazione al Memorial Gontero (27 e 28 settembre) vinto davanti al pubblico di casa al Pala Einaudi di Moncalieri. Nel torneo vengono battute prima Fulgor Omegna (DNA Silver) per 76-70 e poi 
Derthona (DNB) per 77-76.
Il 28 settembre la squadra viene presenta al pubblico di Torino con una manifestazione in Piazza Vittorio

## Sponsor
Il title sponsor per il campionato è la confermata Manital, mentre lo sponsor tecnico è, per il primo anno, la Spalding. In coppa Italia lo sponsor ufficiale è invece Allmag.

## Roster

### Staff tecnico e dirigenziale
- Allenatore: Stefano Pillastrini
- Assistente Allenatore: Stefano Comazzi
- Assistente Allenatore: Fabrizio Canella
- Preparatore Atletico: Giancarlo Bertossi, Tino Gangi
- Resp.le Area Tecnica: Valeriano d'Orta

- Presidente: Antonio Forni
- Dirigente Generale: Julio Trovato
- Team Manager: Giuseppe Cortese
- Amministratori: Julio Trovato, Giovanni Terzolo, Antonio Forni
- Resp.le Area Marketing: Warner Sicco
- Resp.le Comunicazione: Domenico Marchese
- Resp.le Addetto Arbitri: Stefano Calzavara
- Resp.le Segreteria: Luisa Portigliotti

- Resp.le Settore Giovanile: Andrea Bausano
- Resp.le Settore Tecnico Giovanile: Vincenzo Di Meglio

DNG

- Allenatore: Vincenzo Di Meglio
- Assistente: Giuseppe Siclari
- Preparatore Fisico: Stefano Loviso

Under 17

- Allenatore: Giuseppe Siclari
- Assistente: Paolo Terzolo
- Preparatore Fisico: Stefano Loviso

Under 15

- Allenatore: Antonio Galdi
- Assistenti: Matteo Mosso, Iacopo Squarcina

- Medico: Roberto Carlin
- Fisioterapista: Alessandro Pernice
- Massaggiatore: Andrea Facchinello
- Ortopedico: Francesco Lagalla
- Tecnico Ortopedico: Mattia Luca Castellani
- Osteopata: Christian Calzolari

## Mercato
| Arrivi | Arrivi             | Arrivi             | Arrivi        |
| R      | Nome               | da                 | Modalità      |
| ------ | ------------------ | ------------------ | ------------- |
| C      | Valerio Amoroso    | Sutor Montegranaro | definitivo    |
| P      | Ronald Steele      | H. Gerusalemme     | definitivo    |
| A      | Stefano Mancinelli | Pall. Cantù        | definitivo    |
| C      | Simone Zanotti     | Pall. Lucca        | fine prestito |
| G      | Massimo Chessa     | Scaligera Verona   | definitivo    |
| P      | Stevan Stojkov     | Brescia            | definitivo    |

| Partenze | Partenze              | Partenze                | Partenze       |
| R        | Nome                  | a                       | Modalità       |
| -------- | --------------------- | ----------------------- | -------------- |
| P        | Claudio Tommasini     | Virtus Bologna          | fine prestito  |
| P        | Daniele Parente       | Pall. Treviso           | fine contratto |
| A        | Filippo Baldi Rossi   | Virtus Bologna          | fine prestito  |
| C        | Francesco Conti       | Pall. Firenze           | fine contratto |
| A        | Luca Antonietti       | Agropoli                | prestito       |
| A        | Federico Antonietti   | Crocetta Torino         | prestito       |
| A        | Alessandro De Angelis | Università statunitense |                |
| P        | Ares Fiore            | CUS Messina             | prestito       |

## Risultati

### DNA Gold

#### Regular season

##### Girone di andata
| Arbitri: | Nicola Beneduce (Caserta) Matteo Boninsegna (Paderno Dugnano) Andrea Chersicla (Trieste) |

|                                       |            |                                         |
| Green 24 Bucci 18 Guarino, Parrillo 9 | Punti      | 24 Amoroso 20 Mancinelli 17 Evangelisti |
| Pierich 2                             | Assist     | 3 Amoroso, Evangelisti, Mancinelli      |
| Green, Mortellaro 7                   | Rimbalzi   | 13 Amoroso                              |
| Gramenzi Franco                       | Allenatori | Stefano Pillastrini                     |

| Arbitri: | Gianfranco Ciaglia (Caserta) Gianluca Gagliardi (Anagni) Marco Pisani (Gorgonzola) |

|                                      |            |                                  |
| Amoroso 23 Evangelisti 15 Gergati 13 | Punti      | 20 Goldwire 19 Rocca 16 Maggioli |
| Gergati 4                            | Assist     | 4 Goldwire                       |
| Amoroso 8                            | Rimbalzi   | 12 Maggioli                      |
| Stefano Pillastrini                  | Allenatori | Piero Coen                       |

| Arbitri: | Enrico Bartoli (Trieste) Calogero Cappello (Agrigento) Marco Scudieri (Napoli) |

|                                |            |                                |
| Voskuil 23 Hollis 15 Laganà 14 | Punti      | 14 Chessa 12 Amoroso 11 Sandri |
| Laganà 6                       | Assist     | 4 Evangelisti                  |
| Infante 7                      | Rimbalzi   | 8 Amoroso                      |
| Fabio Corbani                  | Allenatori | Stefano Pillastrini            |

| Arbitri: | Stefano Ursi (Livorno) Michele Gasparri (Pesaro) Valerio Prigioni (Roma) |

|                                |            |                                     |
| Smith 24 Callahan 18 Taylor 13 | Punti      | 25 Chessa 19 Amoroso 13 Evangelisti |
| Smith 6                        | Assist     | 7 Chessa                            |
| Callahan 8                     | Rimbalzi   | 10 Amoroso                          |
| Alessandro Ramagli             | Allenatori | Stefano Pillastrini                 |

| Arbitri: | Antonio Migotto (San Stino di Livenza) Davide Scudiero (Milano) Roberto Radaelli (Vanzago) |

|                                       |            |                               |
| Chessa 23 Amoroso 17 Wojciechowski 16 | Punti      | 30 Cain 18 Ferguson 17 Sergio |
| Amoroso, Gergati 4                    | Assist     | 10 Saccaggi                   |
| Amoroso 8                             | Rimbalzi   | 10 Cain                       |
| Stefano Pillastrini                   | Allenatori | Massimo Galli                 |

| Arbitri: | Eduardo Ciano (Vicopisano) Paolo Lestingi (Anzio) Giampaolo Marota (San Benedetto del Tronto) |

|                                |            |                                     |
| Poletti 22 Passera 14 Young 12 | Punti      | 20 Evangelisti 19 Amoroso 11 Chessa |
| Passera 4                      | Assist     | 4 Chessa                            |
| Dordei 12                      | Rimbalzi   | 11 Amoroso                          |
| Vincenzo Esposito              | Allenatori | Stefano Pillastrini                 |

| Arbitri: | Christian Borgo (Dueville) Alessandro Buttinelli (Roma) Umberto Tallon (Bologna) |

|                                        |            |                                 |
| Amoroso 23 Wojciechowski 17 Gergati 16 | Punti      | 20 Mays 20 Archie 18 Portannese |
| Stojkov 7                              | Assist     | 3 Archie, Basile, Portannese    |
| Wojciechowski 10                       | Rimbalzi   | 12 Archie                       |
| Stefano Pillastrini                    | Allenatori | Gianmarco Pozzecco              |

| Arbitri: | Enrico Bartoli (Trieste) Pierantonio Riosa (Trieste) Corrado Triffiletti (Messina) |

|                                 |            |                                                     |
| Weaver 18 Valentini 15 Brkic 15 | Punti      | 26 Evangelisti 19 Wojciechowski 15 Amoroso, Gergati |
| Weaver 5                        | Assist     | 4 Gergati                                           |
| Weaver 12                       | Rimbalzi   | 12 Wojciechowski                                    |
| Demis Cavina                    | Allenatori | Stefano Pillastrini                                 |

| Arbitri: | Gaetano Peretti (Napoli) Alessandro Saraceni (Zola Predosa) Daniele Caruso (Roma) |

|                                        |            |                                |
| Gergati 24 Wojciechowski 20 Amoroso 16 | Punti      | 23 Hoover 15 Diliegro 14 Carra |
| Chessa 6                               | Assist     | 5 Carra                        |
| Wojciechowski 12                       | Rimbalzi   | 12 Diliegro                    |
| Stefano Pillastrini                    | Allenatori | Eugenio Dalmasson              |

| Arbitri: | Mauro Moretti (Marsciano) Antonio Migotto (San Stino di Livenza) Francesco Terranova (Ferrara) |

|                               |            |                                        |
| Elder 18 Pascolo 16 Triche 15 | Punti      | 19 Amoroso 18 Wojciechowski 11 Gergati |
| Triche 5                      | Assist     | 4 Sandri                               |
| Baldi Rossi 13                | Rimbalzi   | 7 Wojciechowski                        |
| Maurizio Buscaglia            | Allenatori | Stefano Pillastrini                    |

| Arbitri: | Stefano Ursi (Livorno) Mauro Belfiore (Napoli) Martino Galasso (Siena) |

|                                                  |            |                                    |
| Amoroso, Mancinelli 19 Evangelisti 17 Gergati 12 | Punti      | 18 Casella 14 Tomassini 13 Samuels |
| Chessa 6                                         | Assist     | 2 Samuels                          |
| Mancinelli 8                                     | Rimbalzi   | 7 Samuels                          |
| Stefano Pillastrini                              | Allenatori | Marco Ramondino                    |

| Arbitri: | Andrea Masi (Firenze) Claudio Di Toro (Roma) Luca Maffei (Treviso) |

|                                        |            |                                  |
| Mancinelli 20 Amoroso 16 Evangelisti 9 | Punti      | 18 Dillard 10 Bruttini 8 Jackson |
| Bowers 3                               | Assist     | 3 Dillard, Jackson               |
| Amoroso 12                             | Rimbalzi   | 11 Bruttini                      |
| Stefano Pillastrini                    | Allenatori | Giulio Griccioli                 |

| Arbitri: | Giuliano Ciano (Formia) Christian Borgo (Caracas) Stefano Wassermann (Pordenone) |

|                                       |            |                                                  |
| Maresca 17 Young, Collins 13 Filloy 9 | Punti      | 22 Mancinelli 16 Bowers 11 Steele, Wojciechowski |
| Collins 6                             | Assist     | 6 Steele                                         |
| Young 9                               | Rimbalzi   | 9 Bowers, Wojciechowski                          |
| Giovanni Perdichizzi                  | Allenatori | Stefano Pillastrini                              |

| Arbitri: | Mauro Moretti (Marsciano) Calogero Cappello (Agrigento) Francesco Terranova (Ferrara) |

|                                          |            |                               |
| Mancinelli 23 Wojciechowski 14 Steele 11 | Punti      | 26 Giddens 18 Slay 14 Rinaldi |
| Mancinelli 6                             | Assist     | 4 Di Bella, Fultz             |
| Bowers 7                                 | Rimbalzi   | 17 Giddens                    |
| Stefano Pillastrini                      | Allenatori | Alberto Martelossi            |

| Arbitri: | Gaetano Perretti (Napoli) Renato Giovanrosa (Rocca Priora) Giampaolo Marota (San Benedetto del Tronto) |

|                                           |            |                                         |
| Parker 24 Baldassarre 20 Lowery, Renzi 15 | Punti      | 27 Amoroso 17 Evangelisti 15 Mancinelli |
| Parker 9                                  | Assist     | 4 Steele                                |
| Baldassarre 14                            | Rimbalzi   | 9 Mancinelli                            |
| Lino Lardo                                | Allenatori | Stefano Pillastrini                     |

##### Girone di ritorno
| Arbitri: | Roberto Materdomini (Grottaglie) Pierantonio Riosa (Trieste) Gianguido Vanni Degli Onesti (Corno di Rosazzo) |

|                                                                 |            |                              |
| Amoroso, Bowers, Mancinelli 12 Evangelisti, Sandri 11 Steele 10 | Punti      | 22 Green 16 Guarino 15 Bucci |
| Amoroso, Mancinelli 5                                           | Assist     | 3 Bucci, Guarino             |
| Amoroso 14                                                      | Rimbalzi   | 8 Pierich                    |
| Stefano Pillastrini                                             | Allenatori | Franco Gramenzi              |

| Arbitri: | Enrico Bartoli (Trieste) Andrea Agostino Chersicla (Oggiono) Giulio Pepponi (Spello) |

|                                        |            |                                                 |
| Maggioli 30 Goldwire 15 Santiangeli 14 | Punti      | 17 Mancinelli 15 Steele 10 Amoroso, Evangelisti |
| Goldwire, Santiangeli 6                | Assist     | 4 Amoroso                                       |
| Maggioli 10                            | Rimbalzi   | 9 Wojciechowski                                 |
| Piero Coen                             | Allenatori | Stefano Pillastrini                             |

| Arbitri: | Andrea Masi (Firenze) Manuel Attard (Siracusa) Luca Bonfante (Lonigo) |

|                                                    |            |                                         |
| Amoroso 22 Steele 13 Mancinelli, Sandri, Bowers 12 | Punti      | 25 Voskuil 14 Laganà, Hollis 10 Infante |
| Bowers 7                                           | Assist     | 5 Infante                               |
| Amoroso, Mancinelli, Sandri 7                      | Rimbalzi   | 5 Hollis                                |
| Stefano Pillastrini                                | Allenatori | Fabio Corbani                           |

| Arbitri: | Alessandro Nicolini (Palermo) Sergio Noce (Latina) Umberto Tallon (Bologna) |

|                                |            |                                           |
| Amoroso 24 Steele 18 Bowers 14 | Punti      | 18 Taylor 11 Callahan, Gandini 9 Boscagin |
| Mancinelli 6                   | Assist     | 2 Carraretto                              |
| Bowers 9                       | Rimbalzi   | 8 Smith                                   |
| Stefano Pillastrini            | Allenatori | Alessandro Ramagli                        |

| Arbitri: | Paolo Cherbaucich (Trieste) Marco Scudieri (Maserada sul Piave) Luca Maffei (Preganziol) |

|                             |            |                                                |
| Cain 21 Ferguson 16 Crow 11 | Punti      | 18 Bowers 14 Mancinelli 9 Evangelisti, Gergati |
| Saccaggi 4                  | Assist     | 3 Mancinelli                                   |
| Cain 15                     | Rimbalzi   | 11 Mancinelli                                  |
| Massimo Galli               | Allenatori | Stefano Pillastrini                            |

| Arbitri: | Matteo Boninsegna (Paderno Dugnano) Duccio Maschio (Firenze) Gabriele Gagno (Spresiano) |

|                                            |            |                             |
| Gergati 18 Wojciechowski 16 Evangelisti 14 | Punti      | 20 Young 14 Poletti 5 Niles |
| Bowers 8                                   | Assist     | 9 Young                     |
| Mancinelli, Sandri 8                       | Rimbalzi   | 9 Poletti                   |
| Stefano Pillastrini                        | Allenatori | Federico Vecchi             |

| Arbitri: | Stefano Ursi (Livorno) Mauro Belfiore (Napoli) Luca Bonfante (Lonigo) |

|                                       |            |                                    |
| Soragna, Nicević 18 Mays 15 Archie 10 | Punti      | 24 Amoroso 18 Mancinelli 12 Steele |
| Mays 6                                | Assist     | 3 Bowers, Steele                   |
| Archie 6                              | Rimbalzi   | 6 Mancinelli                       |
| Gianmarco Pozzecco                    | Allenatori | Stefano Pillastrini                |

| Arbitri: | Eduardo Ciano (Vicopisano) Alessio Fabiani (Altopascio) Alessandro Costa (Livorno) |

|                                                  |            |                                   |
| Mancinelli 28 Gergati 12 Bowers, Wojciechowski 9 | Punti      | 27 Ceron 11 Brkic, Weaver 8 Black |
| Mancinelli, Steele 4                             | Assist     | 5 Malaventura, Weaver             |
| Amoroso, Mancinelli 9                            | Rimbalzi   | 10 Weaver                         |
| Stefano Pillastrini                              | Allenatori | Massimo Bianchi                   |

| Arbitri: | Gianluca Gagliardi (Anagni) Andrea Agostino (Oggiono) Alessandro Loscalzo (Potenza) |

|                                             |            |                                     |
| Harris, Wood 22 Coronica, Tonut 9 Ruzzier 6 | Punti      | 17 Amoroso 15 Mancinelli 13 Gergati |
| Wood 8                                      | Assist     | 4 Mancinelli                        |
| Wood 7                                      | Rimbalzi   | 7 Amoroso                           |
| Eugenio Dalmasson                           | Allenatori | Stefano Pillastrini                 |

| Arbitri: | Gaetano Perretti (Napoli) Calogero Cappello (Porto Empedocle) Giulio Pepponi (Spello) |

|                                  |            |                                     |
| Mancinelli 17 Bowers 14 Steele 9 | Punti      | 21 Pascolo 20 Triche 13 Baldi Rossi |
| Steele 5                         | Assist     | 5 Triche                            |
| Mancinelli 11                    | Rimbalzi   | 9 Pascolo                           |
| Stefano Pillastrini              | Allenatori | Maurizio Buscaglia                  |

| Arbitri: | Enrico Boscolo (Chioggia) Marco Sivieri (Vigarano Mainarda) Achille Ascione (Caserta) |

|                                   |            |                                     |
| Blizzard 19 Sanders 13 Carenza 12 | Punti      | 21 Steele 16 Amoroso 13 Evangelisti |
| Sanders 5                         | Assist     | 3 Bowers                            |
| Cittadini 6                       | Rimbalzi   | 7 Sandri                            |
| Marco Ramondino                   | Allenatori | Stefano Pillastrini                 |

| Arbitri: | Gianfranco Ciaglia (Caserta) Alessandro Tirozzi (Bologna) Andrea Longobucco (Ciampino) |

|                                 |            |                                       |
| Dillard 18 Jackson 15 Cutolo 10 | Punti      | 13 Steele 12 Wojciechowski 11 Amoroso |
| Dillard 5                       | Assist     | 4 Steele                              |
| Martinoni 10                    | Rimbalzi   | 10 Amoroso                            |
| Giulio Griccioli                | Allenatori | Stefano Pillastrini                   |

| Arbitri: | Roberto Materdomini (Grottaglie) Antonio Migotto (San Stino di Livenza) Duccio Maschio (Firenze) |

|                                                             |            |                                       |
| Amoroso 19 Wojciechowski 13 Bowers, Evangelisti, Gergati 12 | Punti      | 20 Young 12 Collins 9 Ganeto, Maresca |
| Bowers 6                                                    | Assist     | 7 Collins                             |
| Amoroso 9                                                   | Rimbalzi   | 8 Young                               |
| Stefano Pillastrini                                         | Allenatori | Marco Calvani                         |

| Arbitri: | Stefano Ursi (Livorno) Martino Galasso (Siena) Marco Pierantozzi (Ascoli Piceno) |

|                                  |            |                                         |
| Giddens 29 Rinaldi 14 Bushati 12 | Punti      | 19 Amoroso 16 Gergati 14 Sandri, Steele |
| Di Bella, Fultz 6                | Assist     | 8 Steele                                |
| Giddens 12                       | Rimbalzi   | 8 Sandri                                |
| Alberto Martelossi               | Allenatori | Stefano Pillastrini                     |

| Arbitri: | Mauro Moretti (Marsciano) Pasquale Pecorella (Trani) Marco Pisoni (Gorgonzola) |

|                                 |            |                                                           |
| Amoroso 25 Sandri 20 Gergati 14 | Punti      | 14 Lowery, Baldassarre 11 Renzi 10 K. Parker, Rizzitiello |
| Steele 9                        | Assist     | 8 Parker                                                  |
| Amoroso 7                       | Rimbalzi   | 10 Baldassarre                                            |
| Stefano Pillastrini             | Allenatori | Lino Lardo                                                |

#### Play-off
Tutti i turni di playoff si giocano al meglio delle 5 partite. La squadra con il miglior piazzamento in classifica al termine della stagione regolare gioca in casa gara-1, gara-2 e l'eventuale gara-5.
|   | Quarti di Finale | G1 | G2 | G3 | G4 | G5 |
| - | ---------------- | -- | -- | -- | -- | -- |
| 4 | Pall. Biella     | 95 | 70 | 73 | 79 |    |
| 5 | PMS Torino       | 90 | 85 | 89 | 84 |    |

|   | Semifinali    | G1 | G2 | G3 | G4 | G5 |
| - | ------------- | -- | -- | -- | -- | -- |
| 1 | Aquila Trento | 42 | 79 | 71 | 85 | 69 |
| 5 | PMS Torino    | 60 | 66 | 83 | 82 | 67 |

##### Quarti di finale
| Arbitri: | Gaetano Perretti (Napoli) Alessandro Nicolini (Bagheria) Luca Bonfante (Lonigo) |

|                                 |            |                                |
| Voskuil 30 Hollis 23 Raspino 12 | Punti      | 24 Amoroso 21 Bowers 17 Steele |
| Voskuil 4                       | Assist     | 5 Bowers, Steele               |
| Hollis 8                        | Rimbalzi   | 11 Mancinelli                  |
| Fabio Corbani                   | Allenatori | Stefano Pillastrini            |

| Arbitri: | Christian Borgo (Dueville) Claudio di Toro (Perugia) Angelo Valerio Bramante (San Martino Buon Albergo) |

|                                 |            |                                    |
| Voskuil 15 Hollis 14 Infante 11 | Punti      | 21 Amoroso 18 Bowers 17 Mancinelli |
| Berti 11                        | Assist     | 5 Bowers                           |
| Hollis 8                        | Rimbalzi   | 11 Mancinelli                      |
| Fabio Corbani                   | Allenatori | Stefano Pillastrini                |

| Arbitri: | Roberto Materdomini (Grottaglie) Calogero Cappello (Porto Empedocle) Angelo Caforio (Brindisi) |

|                                   |            |                                |
| Bowers 20 Steele 19 Mancinelli 18 | Punti      | 27 Voskuil 17 Hollis 11 Chillo |
| Bowers 6                          | Assist     | 6 Voskuil                      |
| Amoroso 8                         | Rimbalzi   | 8 Hollis, Lombardi             |
| Stefano Pillastrini               | Allenatori | Fabio Corbani                  |

| Arbitri: | Mauro Moretti (Marsciano) Enrico Bartoli (Trieste) Mauro Ceratto (Castellazzo Bormida) |

|                                         |            |                                  |
| Evangelisti 24 Amoroso 21 Mancinelli 19 | Punti      | 32 Hollis 22 Voskuil 17 Lombardi |
| Amoroso, Bowers, Mancinelli, Steele 4   | Assist     | 6 Berti                          |
| Sandri 9                                | Rimbalzi   | 10 Voskuil                       |
| Stefano Pillastrini                     | Allenatori | Fabio Corbani                    |

##### Semifinali
| Arbitri: | Christian Borgo (Dueville) Gianfranco Ciaglia (Caserta) Pierantonio Riosa (Trieste) |

|                                             |            |                                         |
| Triche 13 Spanghero 9 Baldi Rossi, Forray 8 | Punti      | 18 Amoroso 14 Evangelisti 10 Mancinelli |
| Forray 5                                    | Assist     | 5 Mancinelli                            |
| Pascolo 11                                  | Rimbalzi   | 18 Mancinelli                           |
| Maurizio Buscaglia                          | Allenatori | Stefano Pillastrini                     |

| Arbitri: | Eduardo Ciano (Vicopisano) Mauro Moretti (Marsciano) Alberto Maria Scrima (Catanzaro) |

|                                                     |            |                                                |
| Baldi Rossi 17 Triche, Pascolo 13 Fiorito, Forray 9 | Punti      | 19 Mancinelli 14 Steele 8 Amoroso, Evangelisti |
| Forray, Triche 5                                    | Assist     | 4 Bowers                                       |
| Baldi Rossi 9                                       | Rimbalzi   | 7 Mancinelli                                   |
| Maurizio Buscaglia                                  | Allenatori | Stefano Pillastrini                            |

| Arbitri: | Roberto Materdomini (Grottaglie) Antonio Migotto (San Stino di Livenza) Davide Scudiero (Milano) |

|                                               |            |                                  |
| Mancinelli 19 Evangelisti 16 Wojciechowski 14 | Punti      | 18 Triche 16 Pascolo 9 Spanghero |
| Steele 12                                     | Assist     | 4 Spanghero                      |
| Amoroso 11                                    | Rimbalzi   | 9 Baldi Rossi                    |
| Stefano Pillastrini                           | Allenatori | Maurizio Buscaglia               |

| Arbitri: | Gaetano Perretti (Napoli) Nicola Beneduce (Caserta) Gianluca Gagliardi (Anagni) |

|                                    |            |                                   |
| Amoroso 29 Mancinelli 21 Steele 19 | Punti      | 28 Triche 19 Pascolo 13 Spanghero |
| Steele 9                           | Assist     | 5 Triche                          |
| Mancinelli, Steele 7               | Rimbalzi   | 8 Pascolo                         |
| Stefano Pillastrini                | Allenatori | Maurizio Buscaglia                |

| Arbitri: | Stefano Ursi (Livorno) Enrico Bartoli (Trieste) Enrico Boscolo (Chioggia) |

|                                     |            |                                            |
| Pascolo 22 Baldi Rossi 16 Triche 13 | Punti      | 14 Bowers 12 Amoroso, Mancinelli 11 Steele |
| Forray 7                            | Assist     | 5 Mancinelli                               |
| Baldi Rossi 9                       | Rimbalzi   | 8 Amoroso, Bowers                          |
| Maurizio Buscaglia                  | Allenatori | Stefano Pillastrini                        |

### Coppa Italia LNP
Grazie al quarto posto in classifica al termine del girone d'andata la PMS Torino ha ottenuto il diritto a partecipare alle Final Six di Coppa Italia LNP in programma dal 7 al 9 marzo a Rimini.
|   | Quarti di finale           | Risultato |
| - | -------------------------- | --------- |
| 4 | PMS Torino                 | 87        |
| 5 | Pallacanestro Ferrara 2011 | 89        |

| Arbitri: | Matteo Boninsegna (Paderno Dugnano) Mauro Belfiore (Napoli) Marco Pierantozzi (Ascoli Piceno) |

|                                                       |            |                              |
| Mancinelli 21 Evangelisti 19 Steele, Wojciechowski 11 | Punti      | 32 Jennings 14 Mays 12 Amici |
| Mancinelli 6                                          | Assist     | 4 Spizzichini                |
| Amoroso 13                                            | Rimbalzi   | 9 Jennings                   |
| Stefano Pillastrini                                   | Allenatori | Adriano Furlani              |

## Statistiche

### Statistiche di squadra
| Competizione     | Punti | In casa | In casa | In casa | In casa | In casa | In trasferta | In trasferta | In trasferta | In trasferta | In trasferta | Totale | Totale | Totale | Totale | Totale | Totale |
| Competizione     | Punti | G       | V       | P       | PF      | PS      | G            | V            | P            | PF           | PS           | G      | V      | P      | PF     | PS     | DIF    |
| ---------------- | ----- | ------- | ------- | ------- | ------- | ------- | ------------ | ------------ | ------------ | ------------ | ------------ | ------ | ------ | ------ | ------ | ------ | ------ |
| DNA Gold         | 38    | 15      | 12      | 3       | 1233    | 1132    | 15           | 7            | 8            | 1176         | 1180         | 30     | 19     | 11     | 2409   | 2312   | +97    |
| Play-off         | -     | 4       | 3       | 1       | 338     | 308     | 5            | 2            | 3            | 368          | 355          | 9      | 5      | 4      | 706    | 663    | +48    |
| Totale DNA Gold  | -     | 19      | 15      | 4       | 1571    | 1440    | 20           | 9            | 11           | 1544         | 1535         | 39     | 24     | 15     | 3115   | 2975   | +140   |
| Coppa Italia LNP | -     | -       | -       | -       | -       | -       | 1            | 0            | 1            | 87           | 89           | 1      | 0      | 1      | 87     | 89     | -2     |
| Totale           |       | 19      | 15      | 4       | 1571    | 1440    | 21           | 9            | 12           | 1631         | 1624         | 40     | 24     | 16     | 3202   | 3064   | +138   |

### Statistiche dei giocatori
| Giocatore        | DNA Gold | DNA Gold | DNA Gold | DNA Gold | Coppa Italia LNP | Coppa Italia LNP | Coppa Italia LNP | Coppa Italia LNP | Totale | Totale | Totale | Totale |
| Giocatore        | PG       | PTI      | AST      | RIM      | PG               | PTI              | AST              | RIM              | PG     | PTI    | AST    | RIM    |
| ---------------- | -------- | -------- | -------- | -------- | ---------------- | ---------------- | ---------------- | ---------------- | ------ | ------ | ------ | ------ |
| S. Stojkov       | 12       | 28       | 26       | 12       | 0                | 0                | 0                | 0                | 12     | 28     | 26     | 12     |
| S. Mancinelli    | 32       | 454      | 93       | 207      | 1                | 21               | 6                | 0                | 33     | 475    | 99     | 207    |
| M. Evangelisti   | 39       | 413      | 38       | 87       | 1                | 19               | 1                | 1                | 40     | 432    | 39     | 88     |
| M. Chessa        | 14       | 122      | 37       | 33       | 0                | 0                | 0                | 0                | 14     | 122    | 37     | 33     |
| L. Baldasso      | 17       | 26       | 1        | 3        | 1                | 0                | 0                | 0                | 18     | 26     | 1      | 3      |
| D. Sandri        | 39       | 228      | 37       | 175      | 1                | 1                | 1                | 2                | 40     | 229    | 38     | 177    |
| V. Amoroso       | 38       | 540      | 77       | 276      | 1                | 9                | 2                | 13               | 39     | 549    | 79     | 289    |
| K. Viglianisi    | 4        | 5        | 2        | 1        | 0                | 0                | 0                | 0                | 4      | 5      | 2      | 1      |
| B. Mascolo       | 3        | 0        | 0        | 0        | 0                | 0                | 0                | 0                | 3      | 0      | 0      | 0      |
| D. Facchino      | 1        | 0        | 0        | 0        | 0                | 0                | 0                | 0                | 1      | 0      | 0      | 0      |
| A. Bianchi       | 3        | 0        | 0        | 0        | 0                | 0                | 0                | 0                | 3      | 0      | 0      | 0      |
| J. Wojciechowski | 30       | 261      | 15       | 134      | 1                | 11               | 0                | 7                | 31     | 272    | 15     | 141    |
| S. Zanotti       | 3        | 2        | 0        | 1        | 0                | 0                | 0                | 0                | 3      | 2      | 0      | 1      |
| R. Steele        | 27       | 286      | 107      | 78       | 1                | 11               | 0                | 1                | 28     | 297    | 107    | 79     |
| T. Bowers        | 30       | 297      | 91       | 135      | 1                | 10               | 2                | 6                | 31     | 307    | 93     | 141    |
| L. Gergati       | 37       | 354      | 66       | 65       | 1                | 5                | 2                | 0                | 38     | 359    | 68     | 65     |
| M. Trovato       | 1        | 0        | 0        | 0        | 0                | 0                | 0                | 0                | 1      | 0      | 0      | 0      |
| F. Bergese       | 1        | 0        | 0        | 0        | 0                | 0                | 0                | 0                | 1      | 0      | 0      | 0      |